# Liste der Baudenkmäler in Görisried

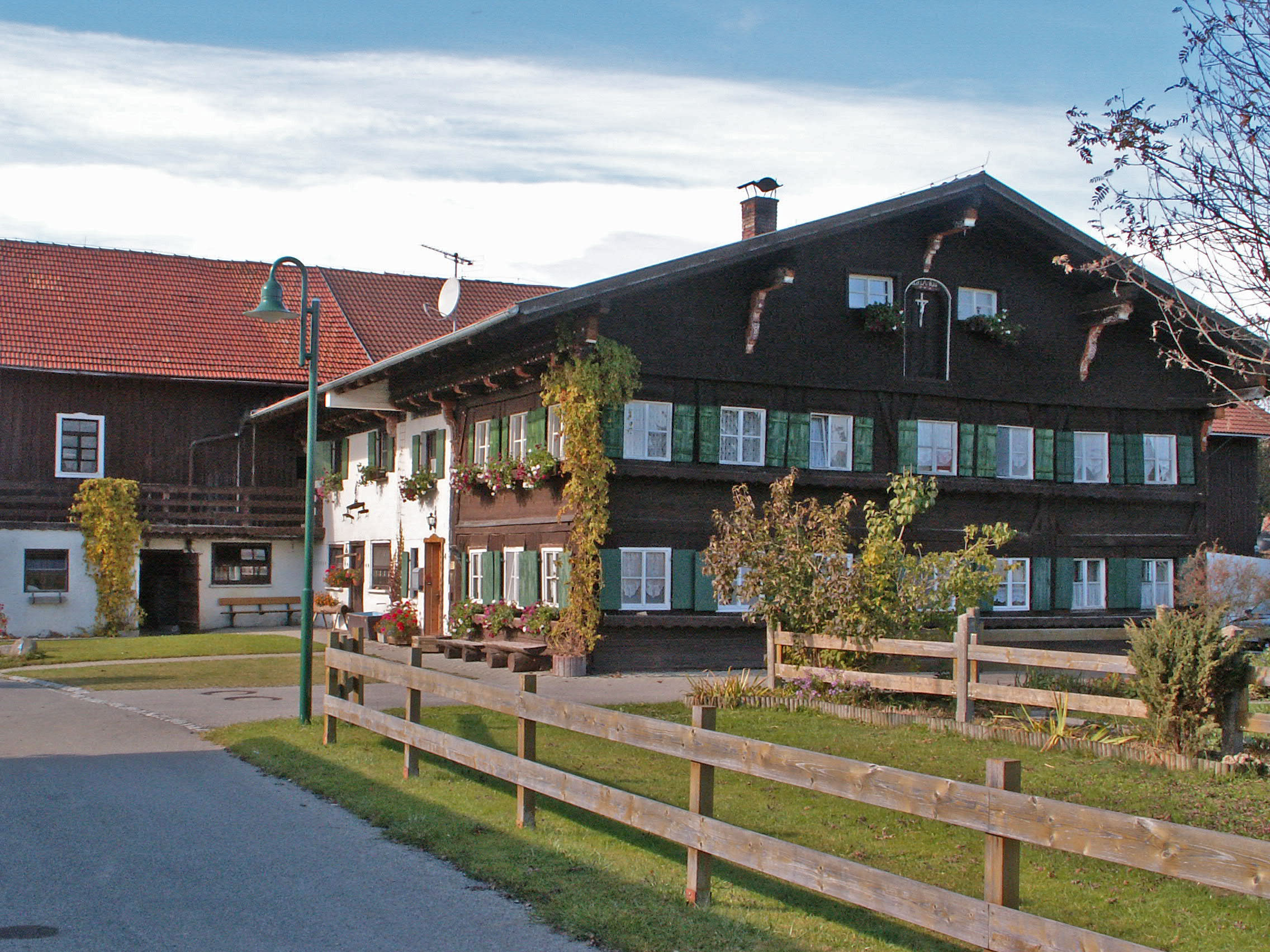
Bauernhaus von 1811 in Görisried

Auf dieser Seite sind die Baudenkmäler in der schwäbischen Gemeinde Görisried zusammengestellt. Diese Tabelle ist eine Teilliste der Liste der Baudenkmäler in Bayern. Grundlage ist die Bayerische Denkmalliste, die auf Basis des Bayerischen Denkmalschutzgesetzes vom 1. Oktober 1973 erstmals erstellt wurde und seither durch das Bayerische Landesamt für Denkmalpflege geführt wird. Die folgenden Angaben ersetzen nicht die rechtsverbindliche Auskunft der Denkmalschutzbehörde.

## Baudenkmäler nach Ortsteilen

### Görisried
| Lage                                 | Objekt                        | Beschreibung | Akten-Nr.              | Bild                          |
| ------------------------------------ | ----------------------------- | --- | ---------------------- | ----------------------------- |
| Hauptstraße 5 (Standort)             | Bildstock                     | flaches Satteldachgehäuse mit Rundbogennische, wohl 1. Hälfte 19. Jahrhundert | D-7-77-131-5 Wikidata  | weitere Bilder                |
| Hauptstraße 6 (Standort)             | Bauernhaus                    | Bauernhaus, Obergeschoss verputzter Ständerbau mit kräftig polierten Kopfbügen, erste Hälfte 18. Jahrhundert, spätere Wiederkehr | D-7-77-131-21 Wikidata | weitere Bilder                |
| Hauptstraße 8 (Standort)             | Bauernhaus                    | Bauernhaus, Mitterstallbau mit Tennenbundwerk und Nasenbügen, erste Hälfte 18. Jahrhundert | D-7-77-131-23 Wikidata | Bauernhaus                    |
| Hauptstraße 15 (Standort)            | Kalvarienberg                 | 1867/68 angelegt: Kalvarienbergkapelle, kleiner Rechteckbau mit Dreiseitschluss und großem Dachreiter mit Spitzhelm sowie abgewalmtem Vorzeichen, 1874; mit Ausstattung; Ölbergkapelle,Rundbau mit Kuppel und Laterne und vorgesetztem Rechteckbau, 1881; mit Ausstattung; gemauerter Bildstock mit Kerkerchristus, wohl gleichzeitig; vierzehnKreuzwegstationen, Sandsteinpfeiler mit Gusseisenreliefs, um 1874; Mariengrotte, in den Berg eingestellte mehrteilige Grotte aus Tuffstein mit vorgesetzter Halbrundterrasse, wohl gleichzeitig; mit Ausstattung | D-7-77-131-2 Wikidata  | weitere Bilder                |
| Im Gässele 2 (Standort)              | Bauernhaus                    | Ehemaliges Bauernhaus, verputzter Fachwerkgiebel und urtümliche Bohlenwand auf der Nordseite, 17./18. Jahrhundert | D-7-77-131-32 Wikidata | weitere Bilder                |
| Im Gässele 4 (Standort)              | Bauernhaus                    | Bauernhaus, Flachdach-Wohnteil, 18./19. Jahrhundert | D-7-77-131-31 Wikidata | Bauernhaus                    |
| In der Ob 6 (Standort)               | Ehemaliges Forstdienstgebäude | Ehemaliges Forstdienstgebäude, mit Mansardwalmdach, um 1800 | D-7-77-131-34 Wikidata | Ehemaliges Forstdienstgebäude |
| In der Ob 12 (Standort)              | Bauernhaus                    | Bauernhaus, Hakenschopf und Brettbaluster über dem Tennentor, Anfang 19. Jahrhundert | D-7-77-131-18 Wikidata | Bauernhaus                    |
| Kemptener Straße 1 (Standort)        | Bauernhaus                    | Bauernhaus, verputzter Fachwerkgiebel und genaste Büge am Wohnteil, 2. Hälfte 18. Jahrhundert | D-7-77-131-30 Wikidata | BW                            |
| Kirchplatz 1 (Standort)              | Pfarrkirche St. Oswald        | Katholische Pfarrkirche St. Oswald, 1848/49 errichtet; mit Ausstattung | D-7-77-131-16 Wikidata | weitere Bilder                |
| Marktoberdorfer Straße 3 (Standort)  | Bauernhaus                    | Ehemaliges Bauernhaus, erneuerter Mittertennbau mit genasten Bügen, im Kern erste Hälfte 18. Jahrhundert | D-7-77-131-33 Wikidata | Bauernhaus                    |
| Marktoberdorfer Straße 14 (Standort) | Bauernhaus                    | Bauernhaus, verschindelter Blockbau mit aufgedoppelter Sterntür, erstes Viertel 19. Jahrhundert | D-7-77-131-17 Wikidata | Bauernhaus                    |
| Pfarrweg 4 (Standort)                | Bauernhaus                    | Bauernhaus, verputzter Ständerbau mit ausgebautem Längsschopf, um 1800 | D-7-77-131-29 Wikidata | BW                            |
| Pfarrweg 10 (Standort)               | Bauernhaus                    | Bauernhaus, Flachdach, im Kern Anfang 19. Jahrhundert, spätere Wiederkehr | D-7-77-131-28 Wikidata | Bauernhaus                    |
| Schmiedestraße 9 (Standort)          | Bauernhaus                    | Bauernhaus, Mitterstallbau mit Steilsatteldach und Rauputzgliederung, Fresko, erbaut nach 1823 | D-7-77-131-19 Wikidata | Bauernhaus                    |
| Staig 4 (Standort)                   | Einzelhof                     | Einzelhof, unverkleideter Ständerbohlenbau mit verschindeltem Giebel und modern bemalten Verstrebungshölzern, bezeichnet 1811 | D-7-77-131-20 Wikidata | weitere Bilder                |
| Waldbachstraße 7 (Standort)          | Bauernhaus                    | Bauernhaus, Ständerbau und Fachwerkgiebel unter Putz, Hochtenne und Hakenschopf, zweite Hälfte 18. Jahrhundert | D-7-77-131-25 Wikidata | Bauernhaus                    |
| Wildberger Straße 5 (Standort)       | Kapelle St. Ursula            | Katholische Kapelle St. Ursula, erbaut um 1680, später erweitert; 1 km südlich des Ortes | D-7-77-131-1 Wikidata  | weitere Bilder                |

### Buchwald
| Lage                  | Objekt    | Beschreibung                                           | Akten-Nr.             | Bild      |
| --------------------- | --------- | ------------------------------------------------------ | --------------------- | --------- |
| Buchwald 1 (Standort) | Hausfigur | Hausfigur, Muttergottes, zweite Hälfte 17. Jahrhundert | D-7-77-131-6 Wikidata | Hausfigur |

### Durber
| Lage                                         | Objekt     | Beschreibung                                                          | Akten-Nr.             | Bild       |
| -------------------------------------------- | ---------- | --------------------------------------------------------------------- | --------------------- | ---------- |
| Durber 9 (nordwestlich des Hofes) (Standort) | Wegkapelle | älterer Teil 18. Jahrhundert, Vorbau 19. Jahrhundert; mit Ausstattung | D-7-77-131-7 Wikidata | Wegkapelle |

### Hasenmahd
| Lage                    | Objekt    | Beschreibung | Akten-Nr.             | Bild |
| ----------------------- | --------- | --- | --------------------- | ---- |
| Hasenmahd 10 (Standort) | Einzelhof | Einzelhof, Flachdach-Bauernhaus mit doppeltem Hakenschopf und Andreaskreuz über der Tenne, Anfang 19. Jahrhundert | D-7-77-131-8 Wikidata | BW   |

### Stadels
| Lage                 | Objekt                           | Beschreibung | Akten-Nr.              | Bild           |
| -------------------- | -------------------------------- | --- | ---------------------- | -------------- |
| Stadels 1 (Standort) | Bauernhaus                       | Bauernhaus, Mitterstallbau mit Hakenschopf, Blockbau-Kornkasten, Fachwerkgiebel mit kräftigen Kopfbügen, erbaut 1686, verändert | D-7-77-131-10 Wikidata | Bauernhaus     |
| Stadels 3 (Standort) | Bauernhaus                       | Bauernhaus, Flachdach, profilierte Büge und Schrägbalken, erstes Drittel 19. Jahrhundert                                        | D-7-77-131-11 Wikidata | Bauernhaus     |
| Stadels 8 (Standort) | Kapelle St. Petrus von Alcantara | barocker Saalbau mit Chor und Dachreiter, bezeichnet 1725, ehemals Wallfahrt; mit Ausstattung                                   | D-7-77-131-9 Wikidata  | weitere Bilder |

### Wildberg
| Lage                   | Objekt                | Beschreibung                                                                                        | Akten-Nr.              | Bild            |
| ---------------------- | --------------------- | --------------------------------------------------------------------------------------------------- | ---------------------- | --------------- |
| Wildberg 3 (Standort)  | Bauernhaus            | Bauernhaus, Flachdach-Wohnteil, 18./19. Jahrhundert                                                 | D-7-77-131-13          | Bauernhaus      |
| Wildberg 6 (Standort)  | Bauernhaus            | Bauernhaus, Flachdachhaus, erstes Viertel 19. Jahrhundert                                           | D-7-77-131-14 Wikidata | Bauernhaus      |
| Wildberg 8 (Standort)  | Kleinbauernhaus       | Kleinbauernhaus, mit Kerbschnitzerei und Kopfbügen, im Kern zweite Hälfte 18. Jahrhundert, erneuert | D-7-77-131-15 Wikidata | Kleinbauernhaus |
| Wildberg 22 (Standort) | Kapelle St. Sebastian | Anlage von 1717 über Kern von 1652, 1753 umgestaltet; mit Ausstattung                               | D-7-77-131-12 Wikidata | weitere Bilder  |